# Buch (cràter)

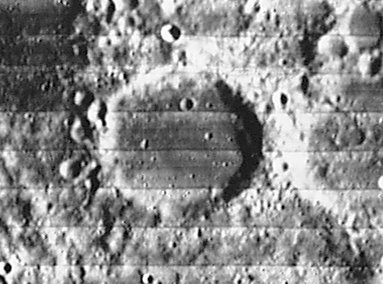
Fotografia de la missió Lunar Orbiter 4

Buch és un antic i desgastat cràter d'impacte que es troba en les escarpades terres altes del sud de la Lluna, al nord-est del gran cràter Maurolycus, i amb el cràter Büsching de grandària comparable propera a la vora nord-est.
La vora del cràter és lleugerament allargada en direcció nord-est, amb una depressió en forma ovalada en la superfície. La vora ha estat erosionada per molts impactes menors, arrodonint-la i desgastant-la, quedant solament una depressió baixa en el sòl. Dins del cràter el sòl és relativament pla i sense trets distintius, sense pic central en el punt central. Només hi ha un petit cràter prop de la vora en el costat nord-oest.

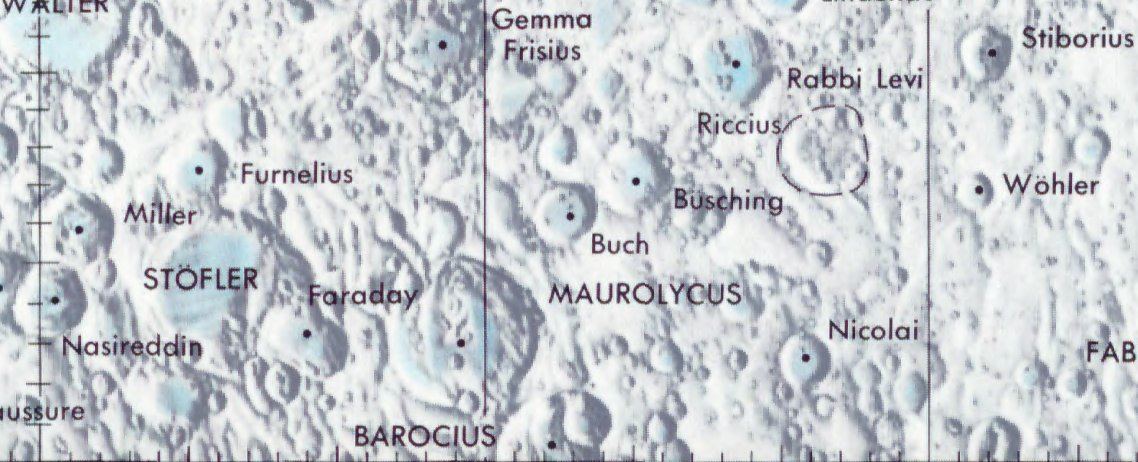
Localització de Buch (centre de la imatge)

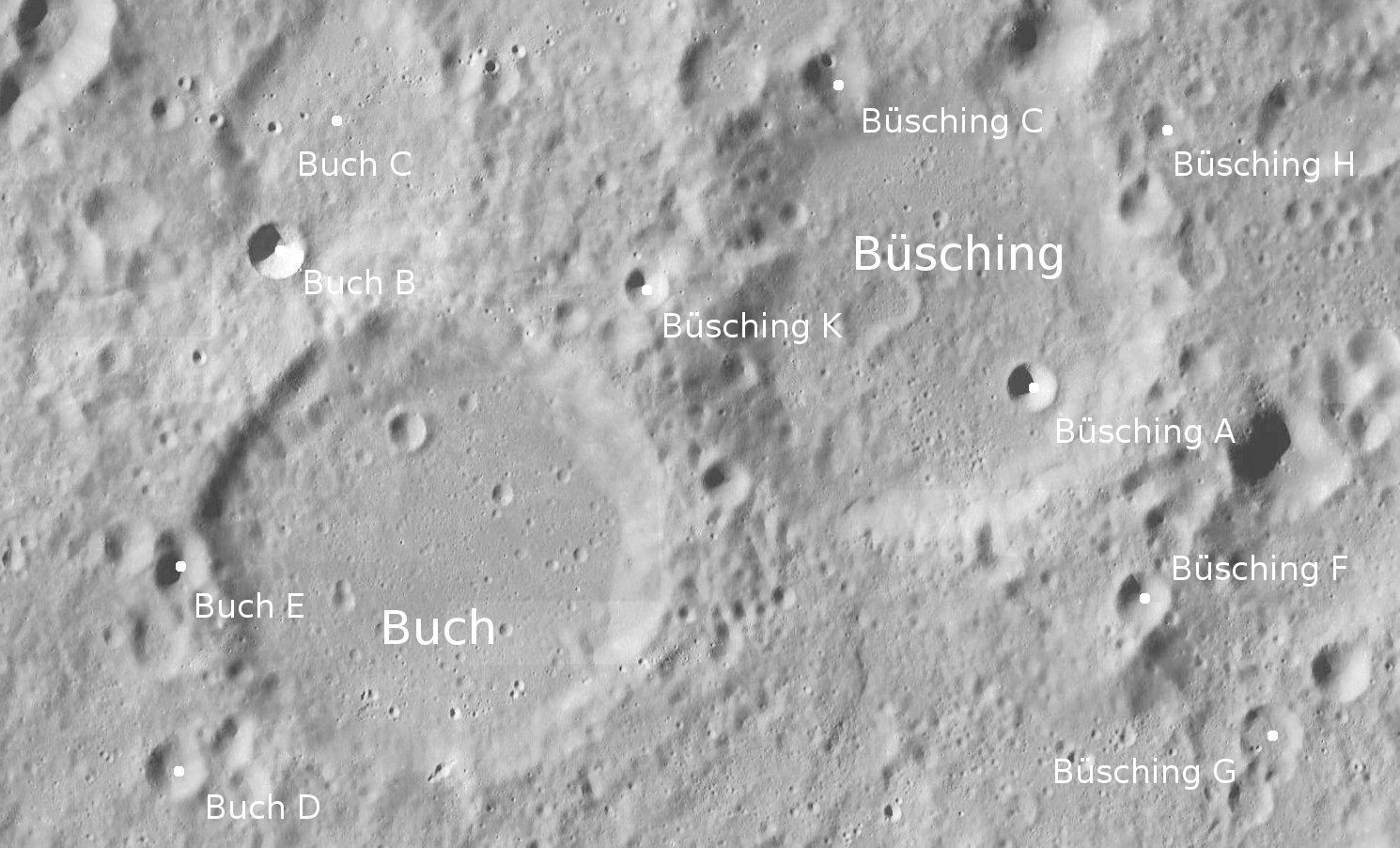
Fotografia de la missió Lunar Reconnaissance Orbiter

S'ha observat (per Eugene Shoemaker i uns altres) que el cràter satèl·lit Buch B és inusual, ja que posseeix un halo fosc de material al voltant de la vora i semblen haver-se format alguns rajos foscs. Inicialment es va especular que podria ser de naturalesa volcànica, però més tard es va demostrar que era un típic cràter d'impacte que es va formar sobre un embossament de material més fosc.

## Cràters satèl·lit
Per convenció aquests elements són identificats en els mapes lunars posant la lletra en el costat del punt central del cràter que està més prop de Buch.

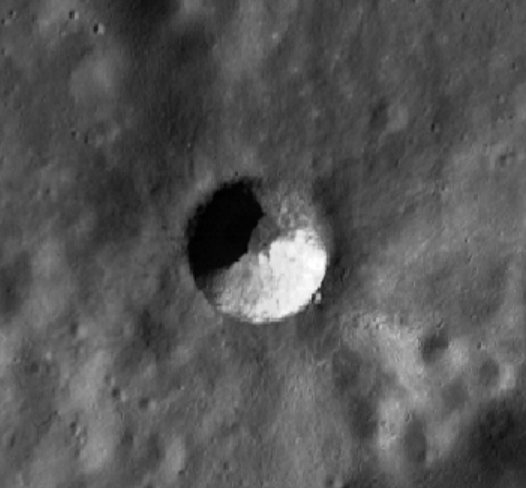
Cràter satèl·lit Buch B

|      | \| Buch \| Coordenades \| Diàmetre \| \| ---- \| ------------------------------------ \| -------- \| \| A \| 41° 00′ S, 17° 36′ E / 41.0°S,17.6°E \| 19 km \| \| B \| 37° 48′ S, 17° 00′ E / 37.8°S,17.0°E \| 6 km \| \| C \| 37° 18′ S, 17° 12′ E / 37.3°S,17.2°E \| 28 km \| \| D \| 39° 36′ S, 16° 30′ E / 39.6°S,16.5°E \| 7 km \| \| E \| 39° 00′ S, 16° 30′ E / 39.0°S,16.5°E \| 6 km \| |          |
| Buch | Coordenades | Diàmetre |
| A    | 41° 00′ S, 17° 36′ E / 41.0°S,17.6°E | 19 km    |
| B    | 37° 48′ S, 17° 00′ E / 37.8°S,17.0°E | 6 km     |
| C    | 37° 18′ S, 17° 12′ E / 37.3°S,17.2°E | 28 km    |
| D    | 39° 36′ S, 16° 30′ E / 39.6°S,16.5°E | 7 km     |
| E    | 39° 00′ S, 16° 30′ E / 39.0°S,16.5°E | 6 km     |